# 成都地铁9号线
成都地铁9号线位于四川省成都市，为成都地铁系统运营中的地铁线路，线路代表色为亮橙色。一期工程定位为串联成都西部与南部地区的快线，于2016年12月31日开工建设，并于2020年12月18日开通运营。9号线为成都地铁第一条全自动无人驾驶线路。9号线规划车站全部建成后，将成为继7号线后成都地铁的第二条环线线路。

## 线路概要
9号线位于成都三环路和四环路（即 成都绕城高速）之间，为成都地铁外环线，也是继7号线之后成都地铁的第二条环线。目前，一期工程正在运营。线路东起金融城东站，往西北方向切线串联南部孵化园金融城、簇桥、外双楠与光华片区，止于黄田坝站，全长22.18km，均为地下线路，设地下车站13座，其中换乘站达11座，换乘站比例近85%，另设元华停车场、武青车辆段两座站场。

## 大事记
- 2011年
  - 1月，成都地铁官方网站公布《成都市城市快速轨道交通建设规划（2012～2020）环境影响报告书》，其中介绍“9号线是位于中心城区三环路和绕城高速间的市域快线环。9号线一期工程全长27.5km，共设14座车站，起于与4号线的换乘站十陵站，串联起东部副中心、南部CBD及双楠片区。”[7][8]
- 2014年
  - 12月，成都地铁公司发布地铁8号线及市域快线9号线控制线规划项目和预可行性研究项目比选公告。[8]
- 2016年
  - 7月11日，9号线一期工程随《成都市城市轨道交通第三期建设规划（2016～2020年）》获中国国家发改委批复，内容为“9号线一期工程自金融中心东至两河森林公园站，线路长23.7公里，设站11座，投资166.68亿元，规划建设期为2017～2020 年。”
  - 10月13日，成都市规划局官网公布3条轨道交通站位规划调整方案，涉及8号线、9号线、10号线部分站点的调整。其中9号线一期工程终点由两河森林公园站调整至成飞集团站。[9][10]
  - 12月29日，四川省发改委下达了《关于成都轨道交通9号线一期工程可行性研究报告的批复》，正式批复同意建设成都轨道交通9号线一期工程[11]。首批4个车站于当日确定打围方案[12]；
  - 12月31日，9号线一期工程开工建设。[13]
- 2017年
  - 6月1日，成都市民政局公布9号线一期工程车站名称；[14]
  - 11月10日，9号线一期工程首台盾构机在元华出入场线（非正线）至金融城东站区间右线顺利始发，标志着9号线一期工程正式进入正线区间施工阶段[15]；
- 2018年
  - 3月17日，9号线一期工程元华出入场线（非正线）至金融城东站区间左线盾构机成功出洞，标志着9号线一期工程首个盾构区间双线贯通。
  - 11月29日，9号线一期工程开始铺轨。
- 2019年
  - 1月22日，9号线首列电客车在长春中车长客股份有限公司下线。
  - 7月30日，9号线一期工程全线“洞通”。
- 2020年
  - 1月14日，随着成都轨道交通9号线一期工程三元站至锦城大道站区间最后一个接头的顺利焊接，成都轨道交通9号线一期工程轨道工程实现“长轨通”[16]。
  - 年初至8月20日，进行车辆、信号相关的FAM、CBTC调试（初期仅在段内及机投桥站调试），8月20日启动空载仪式并开始第一阶段空载。
  - 12月18日上午10:00，成都地铁9号线正式开通运营。

## 车站
成都地铁9号线一期工程共有13座车站，列车停靠所有车站：
| 成都地铁9号线车站列表 |          |          |                              |                |              |              |          |          |                                      |                     |
| 工程                  | 车站编号 | 车站名称 | 英文名称                     | 开通日期       | 里程（公里） | 里程（公里） | 车站类型 | 车站类型 | 换乘线路                             | 所在地              |
| 工程                  | 车站编号 | 车站名称 | 英文名称                     | 开通日期       | 站间         | 累计         | 位置     | 站台     | 换乘线路                             | 所在地              |
| 一期                  | 0901     | 金融城东 | Financial City East          | 2020年12月18日 | -            | 0            | 地下     | 岛式站台 | 6号线 0634                           | 锦江区              |
| 一期                  | 0902     | 心岛     | Xindao                       | 2020年12月18日 | 1.257        | 1.257        | 地下     | 岛式站台 |                                      | 武侯区 （高新南区） |
| 一期                  | 0903     | 孵化园   | Incubation Park              | 2020年12月18日 | 0.645        | 1.902        | 地下     | 岛式站台 | 1号线 0116 18号线 1806               | 武侯区 （高新南区） |
| 一期                  | 0904     | 锦城大道 | Jincheng Avenue              | 2020年12月18日 | 1.557        | 3.459        | 地下     | 岛式站台 | 5号线 0531                           | 武侯区 （高新南区） |
| 一期                  | 0905     | 三元     | Sanyuan                      | 2020年12月18日 | 2.532        | 5.991        | 地下     | 岛式站台 | 8号线 0826                           | 武侯区 （高新南区） |
| 一期                  | 0906     | 太平寺   | Taiping Temple               | 2020年12月18日 | 1.794        | 7.785        | 地下     | 岛式站台 |                                      | 武侯区              |
| 一期                  | 0907     | 华兴     | Huaxing                      | 2020年12月18日 | 1.442        | 9.227        | 地下     | 岛式站台 | 10号线 1009                          | 武侯区              |
| 一期                  | 0908     | 簇桥     | Cuqiao                       | 2020年12月18日 | 1.616        | 10.843       | 地下     | 岛式站台 |                                      | 武侯区              |
| 一期                  | 09       | 武青南路 | Wuqing South Road            | 2020年12月18日 | 1.702        | 12.545       | 地下     | 岛式站台 | 3号线 0329                           | 武侯区              |
| 一期                  | 0910     | 机投桥   | Jitouqiao                    | 2020年12月18日 | 2.766        | 15.311       | 地下     | 岛式站台 | 17号线 1719                          | 武侯区              |
| 一期                  | 0911     | 培风     | Peifeng                      | 2020年12月18日 | 1.671        | 16.982       | 地下     | 岛式站台 | 13号线 1319                          | 青羊区              |
| 一期                  | 0912     | 成都西站 | Chengdu West Railway Station | 2020年12月18日 | 2.640        | 19.622       | 地下     | 岛式站台 | 4号线 0419 蓉2号线主线 9233 成都西站 | 青羊区              |
| 一期                  | 0913     | 黄田坝   | Huangtianba                  | 2020年12月18日 | 1.826        | 21.448       | 地下     | 岛式站台 |                                      | 青羊区              |
| 论 编                 |          |          |                              |                |              |              |          |          |                                      |                     |

## 地铁车辆
9号线采用特大城市大运量轨道交通的常用车型“8A”编组列车，最高运行速度可达到100km/h，列车全长185米、宽3米，最大载客量3496人。9号线将成为成都地铁第一条全自动无人驾驶线路，列车具备全自动正线运行、自动进/出站、自动开/关门、自动唤醒/休眠等功能，达到GoA4级别自动运行标准。其核心部分的信号技术来自中法合资企业卡斯柯信号有限公司。为保证车辆在自动运行中的安全，车上搭载了经由以太网实时传输的网络控制系统、故障检测装置，车辆上设置有近六千个监测位点，还可以将监测信息实时回传给地面控制中心。列车装备被动式障碍物及脱轨检测装置，并搭载智能对位隔离技术以实现车门、屏蔽门在任一故障情况下的对位隔离。
9号线车辆外观圆润，车体涂装为白色金属漆并附有橙黄色色带。两端及车窗、车门运用黑色涂装。车辆端部使用条形LED点光源阵提供照明。端部上扬的橙色色带形似微笑，给人以亲和感。车内采用整体式不锈钢压窝纵向座椅，提升了防滑性能和乘坐舒适度。客室照明系统可根据室内环境亮度自动调节发光强度，以达到节能环保的目的。车辆司机室使用了开放式设计，带有可拆卸司机门。若运行调试达到要求，可开放司机室供乘客观察运行情况，现共计25列车驾驶室与客室间隔门均已全部拆除，主、副司机台全部使用罩板关闭，必要时可打开进行人工干预行车。此外，车辆端部逃生门运用门梯一体式设计，提升了疏散效率。

## 未来发展

### 线路延伸
按照规划，9号线最终将建成环线，并将在3号线北郊车辆段旁增设北郊停车场。
9号线二期工程起于一期工程北端终点站黄田坝站，向东北方向延伸，经2号线金周路站、18号线和S11线凤台三路站、17号线威灵站、4号线十陵站，在金融城东站成环。二期工程列入《成都市城市轨道交通第五期建设规划（2024-2029年）》环境评价影响公示，目前据称已获批复，将择机启动施工招标。

### 新增换乘站
成都地铁9号线未来将在下列车站与成都地铁的其他线路实现换乘：
- 心岛：23号线
- 锦城大道：29号线
- 华兴：33号线
- 机投桥：29号线
- 培风：13号线
- 黄田坝：27号线
- 金周路：2号线
- 兴盛：6号线